# Broken Silence
Broken Silence é o terceiro álbum de estúdio da rapper americana Foxy Brown. Foi lançado em 17 de julho de 2001 nos Estados Unidos pela Def Jam Recordings e estreou no número 5 da lista de álbuns americanos Billboard 200, vendendo 123 mil cópias na primeira semana.. Recebeu disco de ouro pela RIAA em 24 de março de 1999 por vender 500 mil cópias nos Estados Unidos e foi lançado mais tarde no Reino Unido em 18 de julho de 1999.

## Faixas
1. "Intro (Broken Silence)" - 2:15
2. "Fallin'" (com Young Gavin) - 3:09
3. "Oh Yeah" (com Spragga Benz) - 4:20
4. "B.K. Anthem" - 4:19
5. "The Letter" (com Ron Isley) - 6:58
6. "730" - 4:12
7. "Candy" (com Kelis) - 3:43
8. "Tables Will Turn" (com Baby Cham) - 3:43
9. "Hood Scriptures" - 3:46
10. "Run Dem" (com Baby Cham) - 3:58
11. "Bout My Paper" (com Mystikal) - 3:59
12. "Run Yo Shit" (com Capone-N-Noreaga) - 4:22
13. "Na Na Be Like" - 3:35
14. "Gangsta Boogie" - 4:15
15. "I Don't Care" (com Kori) - 4:19
16. "So Hot" (com Young Gavin) - 3:43
17. "Saddest Day" (com Wayne Wonder) - 4:44
18. "Broken Silence (com Darius)" - 4:58

## Paradas musicais
| Paradas (2001)                                | Melhor posição |
| --------------------------------------------- | -------------- |
| Canadá - Canadian Albums Chart                | 17             |
| Estados Unidos - Billboard 200                | 5              |
| Estados Unidos - Billboard R&B/Hip-Hop Albums | 3              |